# 龙岩墓群
龙岩墓群，位于中国吉林省龙井市德新乡龙岩村，为一个省级文物保护单位，类型为古墓葬，公布时间为1987年10月20日。该文物保护单位由龙井市文物管理所管理。
龙岩墓群的历史年代为渤海（公元698-926年）。